# Cidade Negra
Cidade Negra es un grupo brasileño, originalmente de reggae, con otras influencias como el soul y el pop rock. Formado por Toni Garrido (voz), Bino Farias (bajo) y Lazão (batería) el grupo surgió en 1986 en la Baixada Fluminense, Río de Janeiro. Sus letras hablan de amor y los problemas sociales.

## Discografía
- Lute pra Viver (1991)
- Negro no Poder (1992)
- Sobre Todas as Forças (1994)
- O Erê (1996)
- Quanto Mais Curtido Melhor (1998)
- Hits & Dubs (1999)
- Enquanto o Mundo Gira (2000)
- Acústico MTV (2002)
- Perto de Deus (2004)
- Direto Ao Vivo (2006)
- Diversão Ao Vivo (2007)
- Perfil (2008)
- Que Assim Seja (2010)